# پهلوکی
پهلوکی (به انگلیسی: Philloki) یک منطقهٔ مسکونی در پاکستان است که در ایالت پنجاب (پاکستان) واقع شده‌است. پهلوکی ۸٬۰۰۰ نفر جمعیت دارد.